# Szokolya
Szokolya är ett berg i Ungern.   Det ligger i provinsen Borsod-Abaúj-Zemplén, i den nordöstra delen av landet, 190 km nordost om huvudstaden Budapest. Toppen på Szokolya är 612 meter över havet, eller 335 meter över den omgivande terrängen. Bredden vid basen är 14,1 km.
Terrängen runt Szokolya är huvudsakligen lite kuperad. Runt Szokolya är det ganska glesbefolkat, med 36 invånare per kvadratkilometer. Närmaste större samhälle är Abaújszántó, 7,6 km väster om Szokolya. I omgivningarna runt Szokolya växer i huvudsak lövfällande lövskog.